# HD97901
HD97901 — хімічно пекулярна зоря спектрального класу A3, що має видиму зоряну величину в смузі V приблизно  7,6.
Вона  розташована на відстані близько 1274,0 світлових років від Сонця.